# EVV Eindhoven in het seizoen 1967/68
Het seizoen 1967/1968 was het 14e jaar in het bestaan van de Eindhovense betaaldvoetbalclub Eindhoven. De club kwam uit in de Eerste divisie en eindigde daarin op de 13e plaats. Tevens deed de club mee aan het toernooi om de KNVB Beker, hierin werd het team in de groepsfase uitgeschakeld.

## Wedstrijdstatistieken

### Eerste divisie
|       | AZ '67 | Blauw-Wit | FC Den Bosch '67 | SC Cambuur | Elinkwijk | D.F.C. | Haarlem | Heracles | Holland Sport | HVC   | RBC   | RCH   | SVV   | Velox | Vitesse | De Volewijckers | FC VVV | Willem II |
| ----- | ------ | --------- | ---------------- | ---------- | --------- | ------ | ------- | -------- | ------------- | ----- | ----- | ----- | ----- | ----- | ------- | --------------- | ------ | --------- |
| Thuis | 2 – 1  | 1 – 0     | 4 – 2            | 0 – 1      | 3 – 1     | 2 – 2  | 2 – 2   | 1 – 1    | 2 – 5         | 4 – 1 | 1 – 1 | 2 – 0 | 1 – 1 | 4 – 2 | 2 – 2   | 3 – 2           | 3 – 2  | 0 – 2     |
| Uit   | 2 – 0  | 3 – 0     | 0 – 0            | 3 – 0      | 4 – 1     | 4 – 2  | 2 – 0   | 3 – 0    | 1 – 0         | 3 – 1 | 0 – 0 | 2 – 2 | 3 – 1 | 2 – 2 | 3 – 0   | 1 – 1           | 2 – 2  | 0 – 1     |

### KNVB Beker
| Groepsfase                                    | FC VVV                                       | 1 – 0 (1 – 0) | Eindhoven                    |
| 31 december 1967 Plaats: Venlo De Kraal       | Frans Derix 9'                               |               |                              |
| Groepsfase                                    | Eindhoven                                    | 0 – 2 (0 – 1) | PSV                          |
| 23 februari 1968 Plaats: Eindhoven Aalsterweg |                                              |               | 17', 88' Bent Schmidt Hansen |
| Groepsfase                                    | Helmond Sport                                | 3 – 0 (1 – 0) | Eindhoven                    |
| 24 maart 1968 Plaats: Helmond De Braak        | Lambert Kreekels 41', 48' Jan van Veghel 52' |               |                              |

## Statistieken Eindhoven 1967/1968

### Eindstand Eindhoven in de Nederlandse Eerste divisie 1967 / 1968
| Stand | Gespeeld | Gewonnen | Gelijk | Verloren | Punten | Doelpunten voor | Doelpunten tegen |
| ----- | -------- | -------- | ------ | -------- | ------ | --------------- | ---------------- |
| 13e   | 36       | 10       | 12     | 14       | 32     | 50              | 66               |

### Topscorers
| #                 | Naam                   | Goal |
| ----------------- | ---------------------- | ---- |
| 1.                | Henk Leusink           | 9    |
| 2.                | Wim Brouns             | 8    |
| 3.                | Henk Bloemers          | 7    |
| 4.                | Thieu Soers            | 6    |
| 5.                | Jan van Dorst          | 5    |
| 6.                | Toon Verhoeven         | 4    |
| 7.                | Gerard van de Moosdijk | 3    |
| 8.                | Jos Manders            | 2    |
| 9.                | Harrie Bottram         | 1    |
| 9.                | Cees de Jongh          | 1    |
| 9.                | Wim van Kessel         | 1    |
| 9.                | Govert Kooiman         | 1    |
| 9.                | Christ van Lint        | 1    |
| Onbekend doelpunt |                        |      |
| –                 | Onbekend               | 1    |
| Totaal            | Totaal                 | 50   |

| #      | Naam        | Goal |
| ------ | ----------- | ---- |
| –      | Geen speler | 0    |
| Totaal | Totaal      | 0    |

## Voetnoten
AZ '67 ·
Blauw-Wit ·
Cambuur ·
FC Den Bosch '67 ·
D.F.C. ·
Elinkwijk ·
Eindhoven ·
Haarlem ·
Heracles ·
Holland Sport ·
HVC ·
RBC ·
RCH ·
SVV ·
Velox ·
Vitesse ·
De Volewijckers ·
FC VVV ·
Willem II